# آنچارتد
آنچارتد (به انگلیسی: Uncharted) عنوان یک سری بازی ویدئویی به سبک اکشن ماجراجویی، سکوبازی است که توسط استودیوی ناتی داگ برای کنسول‌های خانگی و دستی شرکت سونی ساخته شده‌اند و توسط شرکت سونی اینتراکتیو انترتینمنت منتشر شده‌اند. داستان تمام نسخه‌های این مجموعه دربارهٔ جوینده گنج خوش چهره به نام نیتن دریک است که با همکاری دوستانش ویکتور سالیوان و النا فیشر که به آن‌ها می‌پیوندد، به دنبال گنج‌های باستانی و افسانه‌ای در سراسر جهان می‌گردند.
این مجموعه شامل چهار قسمت اصلی شامل آنچارتد: اقبال دریک، آنچارتد ۲: درمیان دزدان، آنچارتد ۳: فریب دریک بر روی کنسول پلی‌استیشن ۳ و شماره چهارم آن با نام آنچارتد ۴: عاقبت یک دزد در ۱۰ مه ۲۰۱۶، همراه با نسخه فرعی آنچارتد: میراث گمشده برای کنسول پلی‌استیشن ۴ منتشر شد و همچنین دو نسخه فرعی دیگر به نام‌های آنچارتد: ژرفای طلایی و آنچارتد: نبرد برای ثروت بر روی کنسول بازی دستی پلی‌استیشن ویتا منتشر شده است.
یک فیلم سینمایی به نام آنچارتد، دربارهٔ این سری بازی ساخته شده است که شخصیت اصلی آن نیتن دریک با بازی تام هالند می‌باشد. همچنین مجموعه آنچارتد پس از عرضه قسمت چهارم، فروشی بیش از ۴۱ میلیون نسخه در سراسر جهان داشته است.

## مکان‌های بازی
اولین شماره این مجموعه به نام آنچارتد: اقبال دریک در جنگل‌های آمازون و جزیره‌ای ناشناخته در آمریکای جنوبی رخ می‌دهد. مکان‌های جزیره شامل مناطق کوهستانی، مناطق جنگلی و زیرزمین‌های تاریک می‌شوند.
شماره دوم به نام آنچارتد: در میان دزدان در مکان‌های بیشتری شامل کوهستان‌های پوشیده از برف تبت، موزه‌ای در استانبول، جنگل‌های بورنئو و مناطق شهری نپال انجام می‌شوند. شماره دوم از نگاه وسعت مناطق بسیار بزرگتر از شماره اول است و در هر مکان، راه‌های مختلفی برای پیشروی در آن وجود دارد.
شماره سوم بازی در مکان‌های بسیار بیشتری اتفاق می‌افتد که شامل خیابان‌های لندن و کلمبیا، قصر چاتو در فرانسه، کاخی در سوریه و شهری در یمن اتفاق می‌افتد. اما مهم‌ترین مکان بازی بیابان ربع الخالی است.

## روندبازی

نیتن دریک در حال مبارزه تن به تن با دشمنان در آنچارتد: اقبال دریک

روند بازی تمام قسمت‌ها مجموعه سرزمین‌های ناشناخته، ترکیبی از عناصر سبک‌های تیراندازی سوم شخص، سکوبازی سه بعدی و اکشن ماجراجویی است. نیتن دریک در بازی‌های این مجموعه کارهایی مانند پریدن، شنا کردن، از لبه‌ها آویزان شدن و حرکت کردن، از دیواره‌ها بالا رفتن و دیگر حرکات آکروباتیک را انجام می‌دهد که به بازی‌کننده کمک می‌کند تا چالش‌هایی که در برابر نیتن دریک وجود دارد را به زیباترین شکل ممکن انجام دهد.
سلاح‌های بسیاری از قبیل سلاح کمری، مسلسل، تفنگ ساچمه‌زنی، تفنگ تک‌تیراندازی، آرپی‌جی، نارنجک دستی در بازی‌های این مجموعه وجود دارد که بازی‌کننده می‌تواند آن‌ها را از دشمنانی که کشته یا از گوشه و کنار مراحل جمع‌آوری کنید. علاوه بر آن بازی‌کننده می‌تواند با استفاده از نبرد تن به تن با دشمنان مبارزه کند که البته در مکان‌های شلوغ و بازی در حالت سخت کاربرد چندانی ندارد.
بیشتر روندبازی این مجموعه شامل پیاده‌روی و مبارزه و ماجراجویی با پای پیاده می‌شود؛ اما در بعضی نقاط سازندگان وسایل نقلیه را هم وارد روندبازی کرده‌اند. برای مثال در اقبال دریک، نیتن دریک به همراه النا فیشر در حالی که با یک خودروی جیپ نارنجی در حال فرار از دشمنان است، به سوی آن‌ها تیراندازی می‌کند. یا در جای دیگری از همین بازی نیتن به همراه النا در حالی که کنترل یک جت اسکی را برعهده دارد، از بین دشمنان فرار می‌کند. در اواخر قسمت سوم بازی، قابلیت سوارکاری نیز به نیتن داده شده است.

## بخش چندنفره
شماره اول این مجموعه قابلیت چندنفره و بازی آنلاین را نداشت. اما از شماره دوم، این قابلیت به بازی‌های این مجموعه اضافه شد. بخش چندنفره این مجموعه شامل دو حالت همکاری و رقابتی می‌شد. در حالت همکاری، حداکثر سه بازی‌کننده می‌توانند در نقش یک شخصیت از جوخه قهرمانان قرار بگیرد که نیتن دریک هم جزو آن‌ها است و در قسمت رقابتی تا ۱۰ نفر اجازه بازی کردن دارند.

## واقعیت تاریخ در این مجموعه

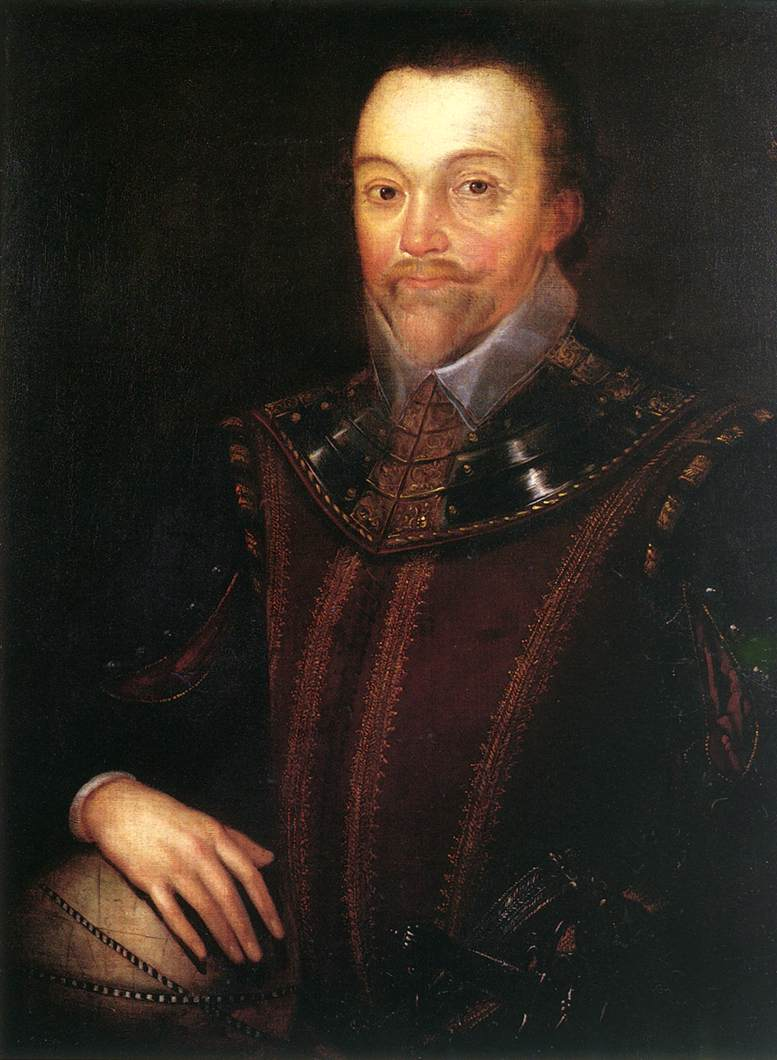
یک نقاشی قدیمی از فرانسیس دریک

شجره‌نامهٔ شخصیت نیتن دریک به فرانسیس دریک می‌رسد که یک شخصیت حقیقی در طول تاریخ است. نیتن در شماره اول این مجموعه برای پیدا کردن گنج گمشده فرانسیس دریک سفر خودش را آغاز می‌کند و در ابتدای بازی دفترچه راهنما و دست نوشته‌های فرانسیس دریک را هم پیدا می‌کند. تقریباً در اواخر بازی نیتن دریک با جسد فرانسیس دریک روبرو می‌شود.
عده‌ای معتقدند که فرانسیس دریک موجود در بازی‌های این مجموعه، ربطی به فرانسیس دریک واقعی که یک سیاح و دزد دریایی بود ندارد و تنها یک تشابه اسمی است. اما عده‌ای دیگر می‌گویند که حتی نام نیتن دریک هم از روی فرانسیس دریک واقعی گرفته شده است. فرانسیس دریک تا به حال در اقبال دریک و فریب دریک حضور داشته است.

## بازی‌های اصلی مجموعه

### آنچارتد: اقبال دریک
اولین شماره از این مجموعه که داستان سفر نیتن دریک به جنگل‌های آمازون را روایت می‌کند. پدر بزرگ نیتن دریک یعنی فرانسیس دریک در سفری که قرن‌ها پیش به جزیره‌ای ناشناخته به آمریکای جنوبی داشته، گنج ال دورادو را کشف می‌کند، اما در پی اتفاقاتی آن را از دست می‌دهد. نیتن دریک برای پیدا کردن این گنج پدربزرگ اش به جزیره سفر می‌کند و در پی اتفاقاتی، او هم دست اش از رسیدن به گنج ال دورادو کوتاه می‌ماند. در این سفر، ویکتور سالیوان و روزنامه‌نگاری به نام النا فیشر، نیتن را همراهی می‌کنند.

### آنچارتد ۲: در میان دزدان
در شماره دوم از این مجموعه، نیتن دریک برای پیدا کردن شهر گمشده شامبالا، راهی تبت و رشته کوه هیمالیا می‌شود. در شماره دوم از این مجموعه برخی از شخصیت‌های شماره اول مانند ویکتور سالیوان و النا فیشر در کنار شخصیت‌های جدید مانند کلویی فرازر (معشوقه جدید نیتن دریک)، هری فلین (شریک سابق نیتن دریک) و زوران لازارویچ (یک جنایتکار جنگی صرب که شخصیت اصلی منفی شماره دوم است) حضور پیدا کردند. در میان دزدان اولین بازی از این مجموعه بود که بخش چندنفره داشت.

### آنچارتد ۳: فریب دریک
سومین شماره از این مجموعه همانند دو شماره قبلی توسط استودیوی ناتی داگ ساخته شد و در نوامبر ۲۰۱۱ منتشر شد. داستان بازی بیشتر روی رابطه نیتن دریک با دوست قدیمی‌اش ویکتور سالیوان تمرکز دارد. دوستی که برای نیتن حکم یک پدرخوانده را دارد.
نیتن برای پیدا کردن شهری گمشده، راهی شبه‌جزیره عربستان می‌شود و در ابتدای بازی، مدت زیادی را در بیابان ربع الخالی گرفتار می‌ماند که این سکانس به یکی از بهترین سکانس‌های سال ۲۰۱۱ در حوزه بازی‌های رایانه‌ای تبدیل شده است. بازیکن در شماره سوم برای اولین بار در این مجموعه می‌توانست به‌طور همزمان با چند دشمن مبارزه کند.

### آنچارتد ۴: عاقبت یک دزد
چهارمین قسمت در سری بازی‌های آنچارتد که با حفظ سبک بازی‌های پیشین، توسط شرکت ناتی داگ در مه ۲۰۱۶ به‌طور انحصاری برای کنسول پلی‌استیشن ۴ منتشر شد. نیتن دریک شخصیت اصلی این مجموعه یکبار دیگر در این نسخه حضور دارد و به عنوان یک جوینده گنج بازنشسته، به ناچار به دنیای دزدان بازمی‌گردد.

## بازی‌های جانبی

### آنچارتد: ژرفای طلایی
چهارمین بازی از این مجموعه، دیگر مانند سه شماره قبلی برای کنسول پلی‌استیشن ۳ ساخته نشد و توسط استودیو بند و زیر نظر استودیوی ناتی داگ به صورت انحصاری و به عنوان یک بازی فرعی برای کنسول دستی پلی‌استیشن ویتا ساخته شد. بازی ابتدا در تاریخ ۱۷ دسامبر ۲۰۱۱ همراه با عرضه خود کنسول پلی‌استیشن ویتا در ژاپن منتشر شد و چند ماه بعد در تاریخ ۲۲ فوریه ۲۰۱۲ در آمریکای شمالی منتشر شد.
وقایع بازی مربوط به چند مدت قبل از وقایع آنچارتد: اقبال دریک است، ولی داستان آن ربطی به داستان شماره اول مجموعه ندارد و داستان مستقلی دارد که به اعتقاد وبگاه گیم‌اسپات، بسیار ضعیف است.

### آنچارتد: میراث گمشده
در جریان نمایشگاه رسانه و تجارت ای۳ ۲۰۱۷ از عنوان جدیدی به نام آنچارتد: میراث گمشده خبر داده شد. این بازی، بازیکن را نه در نقش نیتن دریک بلکه در نقش «کلوئی فریزر» قرار می‌دهد و وقایع آن حدود ۶ تا ۱۲ ماه بعد از سری اصلی روایت می‌کند. کلویی که به همراه همکارش، «نیدین راس» به دنبال عاج گانش می‌گردد و در حین این ماجراجویی با گروهی خطرناک مواجه می‌شوند. این بازی به گفتهٔ منتقدین طولانی‌ترین بازی فرعی در تاریخ ناتی داگ به‌شمار می‌رود. این بازی در اوت ۲۰۱۷ برای کنسول پلی‌استیشن ۴ عرضه شد.

### سرانجام
با انتشار نسخهٔ چهارم، بسیاری بر این عقیده بودند که این شماره پایان سری آنچارتد خواهد بود، اما در جریان معرفی بسته تکمیلی میراث گمشده در مصاحبه‌ای شون اسکیگ، نویسنده و کارگردان هنری، با خبرنگار یوروگیمز چنین گفت:
من نمی‌گویم که این پایان کار است. دنیای ما وسعت زیادی دارد و شخصیت‌های بسیاری را نیز در خود جای داده است. ما حتی پیش از این، دو شخصیت سالیوان و کاتر را بررسی کرده و این دو را به هم ربط داده‌ایم و به این ترتیب نقاط قوت و ضعف داستان مشخص شد. ما به دنبال چیزی جدید و تازه بودیم که در پایان شخصیت کلویی به ذهنمان رسید…
در مورد بسته شدن پروندهٔ دنیای آنچارتد نیز به شدت بعید می‌دانم که این مجموعه به پایان راه خود رسیده باشد.
شون اسکیگ نیز تأیید کرد که در آینده احتمالاً بازی‌های جدیدی از دیگر شخصیت‌ها منتشر خواهد شد.